# Peromyscus simulus
Peromyscus simulus är en däggdjursart som beskrevs av Wilfred Hudson Osgood 1904. Peromyscus simulus ingår i släktet hjortråttor och familjen hamsterartade gnagare. IUCN kategoriserar arten globalt som sårbar. Inga underarter finns listade i Catalogue of Life.
Denna gnagare förekommer i västra Mexiko vid Stilla havet. Den lever i låglandet och i kulliga områden upp till 250 meter över havet. Habitatet utgörs av lövfällande skogar, av buskskogar och av flodernas strandlinjer. Arten hittas även i mangrove och palmodlingar.